# Europa-Center
Europa-Center er et bygningskompleks på Breitscheidplatz i området Charlottenburg i Berlin, Tyskland. Bygningen blev opført i 1960'erne og blev sammen med Kaiser-Wilhelm-Gedächtniskirche et varemærke for Vestberlin. Bygningen er i dag fredet.
Komplekset blev opført af Hentrich, Petschnigg & Partner. På grunden hvor Europa-Center blev bygget lå tidligere Romanisches Café, der var et legendarisk mødested for forfattere, skuespillere og teaterfolk. Stedet blev ødelagt af en bombe under 2. verdenskrig i november 1943. Grunden blev i et årti kun anvendt til midlertidige formål, bl.a. cirkus. Opførelsen af Berlinmuren i 1961 gjorde, at man i Vestberlin ville skabe et centrum omkring Breitscheidplatz, og Europa-Center kom på tegnebrættet. Centret blev indviet af byens borgmester, Willy Brandt, i 1965.
52°30′16.78″N 13°20′13.60″Ø / 52.5046611°N 13.3371111°Ø